# Łukasz Szukała
Łukasz Szukała (ur. 26 maja 1984 w Gdańsku) – polski piłkarz występujący na pozycji obrońcy. Były Reprezentant Polski.

## Kariera klubowa
Urodził się w Gdańsku, lecz w dzieciństwie wyjechał z rodzicami do Niemiec i tam zaczął grać w piłkę nożną. Zawodnik swoją karierę rozpoczynał występując w zespole Fortuna Saarburg. Następnie przeniósł się do SV Trassem i Eintracht Trewir. Przed sezonem 2002/2003 zmienił barwy klubowe na FC Metz. Od sezonu 2004/2005 występował w TSV 1860 Monachium, a sezon 2008/2009 rozpoczął w klubie Alemannia Aachen.
W 2010 przeniósł się do Rumunii, gdzie przez rok występował w klubie Gloria Bistrița. Po zakończeniu sezonu 2010/11 klub został karnie zdegradowany do III ligi rozgrywkowej z powodu długów. W czerwcu 2011 Szukała podpisał trzyletni kontrakt z Universitatea Cluj. Rok później przeszedł do Petrolul Ploeszti, a następnie do Steauy Bukareszt, gdzie dwukrotnie zdobył Mistrzostwo Rumunii, a w 2013 sięgnął również po Superpuchar Rumunii (w meczu o Superpuchar strzelił jedną z bramek). W 2014 został wybrany najlepszym obrońcą ligi rumuńskiej.
W styczniu 2015 podpisał dwuletni kontrakt z saudyjskim Al-Ittihad. W saudyjskim klubie zadebiutował 6 lutego 2015 w meczu z Al-Fateh. 20 sierpnia 2015 został zawodnikiem tureckiego Osmanlısporu. 17 sierpnia 2017 media sportowe podały, że Szukała rozwiązał kontrakt z tureckim klubem. 5 września podano jednak, że jego umowa z Osmanlısporem nadal obowiązuje a zawodnik na rok został wypożyczony do II-ligowego tureckiego MKE Ankaragücü.

## Kariera reprezentacyjna
W latach 2002–2005 występował w młodzieżowych reprezentacjach Polski U-19 i U-21. Łącznie w obu reprezentacjach młodzieżowych zagrał w 6 meczach.
31 lipca 2013 został przez Waldemara Fornalika powołany do seniorskiej reprezentacji Polski. 14 sierpnia 2013 zadebiutował w reprezentacji Polski w meczu towarzyskim przeciwko Danii rozegranym w mieście jego urodzenia czyli Gdańsku. Polacy wygrali ten mecz 3:2.
30 października 2013 został powołany przez trenera reprezentacji Polski Adama Nawałkę na dwa mecze towarzyskie ze Słowacją i Irlandią.
7 września 2014 zdobył swojego pierwszego gola w reprezentacji Polski. W 58 minucie po dośrodkowaniu Klicha pokonał bramkarza Gibraltaru.
| Mecze i gole w reprezentacji | Mecze i gole w reprezentacji | Mecze i gole w reprezentacji | Mecze i gole w reprezentacji | Mecze i gole w reprezentacji | Mecze i gole w reprezentacji | Mecze i gole w reprezentacji |
| #                            | Data                         | Miasto                       | Przeciwnik                   | Gol                          | Wynik                        | Rozgrywki                    |
| ---------------------------- | ---------------------------- | ---------------------------- | ---------------------------- | ---------------------------- | ---------------------------- | ---------------------------- |
| 1.                           | 14.08.2013                   | Gdańsk                       | Dania                        |                              | 3:2                          | towarzyski                   |
| 2.                           | 06.09.2013                   | Warszawa                     | Czarnogóra                   |                              | 1:1                          | eliminacje MŚ '14            |
| 3.                           | 11.10.2013                   | Charków                      | Ukraina                      |                              | 0:1                          | eliminacje MŚ '14            |
| 4.                           | 19.11.2013                   | Poznań                       | Irlandia                     |                              | 0:0                          | towarzyski                   |
| 5.                           | 05.03.2014                   | Warszawa                     | Szkocja                      |                              | 0:1                          | towarzyski                   |
| 6.                           | 13.05.2014                   | Hamburg                      | Niemcy                       |                              | 0:0                          | towarzyski                   |
| 7.                           | 07.09.2014                   | Faro                         | Gibraltar                    | Gol                          | 7:0                          | eliminacje ME '16            |
| 8.                           | 11.10.2014                   | Warszawa                     | Niemcy                       |                              | 2:0                          | eliminacje ME '16            |
| 9.                           | 14.10.2014                   | Warszawa                     | Szkocja                      |                              | 2:2                          | eliminacje ME '16            |
| 10.                          | 14.11.2014                   | Tbilisi                      | Gruzja                       |                              | 4:0                          | eliminacje ME '16            |
| 11.                          | 29.03.2015                   | Dublin                       | Irlandia                     |                              | 1:1                          | eliminacje ME '16            |
| 12.                          | 13.06.2015                   | Warszawa                     | Gruzja                       |                              | 4:0                          | eliminacje ME '16            |
| 13.                          | 16.06.2015                   | Gdańsk                       | Grecja                       |                              | 0:0                          | towarzyski                   |
| 14.                          | 04.09.2015                   | Frankfurt nad Menem          | Niemcy                       |                              | 1:3                          | eliminacje ME '16            |
| 15.                          | 07.09.2015                   | Warszawa                     | Gibraltar                    |                              | 8:1                          | eliminacje ME '16            |
| 16.                          | 11.10.2015                   | Warszawa                     | Irlandia                     |                              | 2:1                          | eliminacje ME '16            |
| 17.                          | 13.11.2015                   | Warszawa                     | Islandia                     |                              | 4:2                          | towarzyski                   |

## Sukcesy

### Steaua Bukareszt
- Mistrzostwo Rumunii (3): 2012/13, 2013/14, 2014/15
- Superpuchar Rumunii (1): 2013

### Indywidualne
- Najlepszy obcokrajowiec Liga I wg magazynu Fanatik: 2014
- Najlepszy obrońca Liga I wg magazynu Fanatik: 2014

## Życie prywatne
Posiada również obywatelstwo niemieckie
Oprócz języka polskiego zna angielski, niemiecki, francuski i rumuński.